# 烏宰拉
36°15′N 2°51′E / 36.250°N 2.850°E

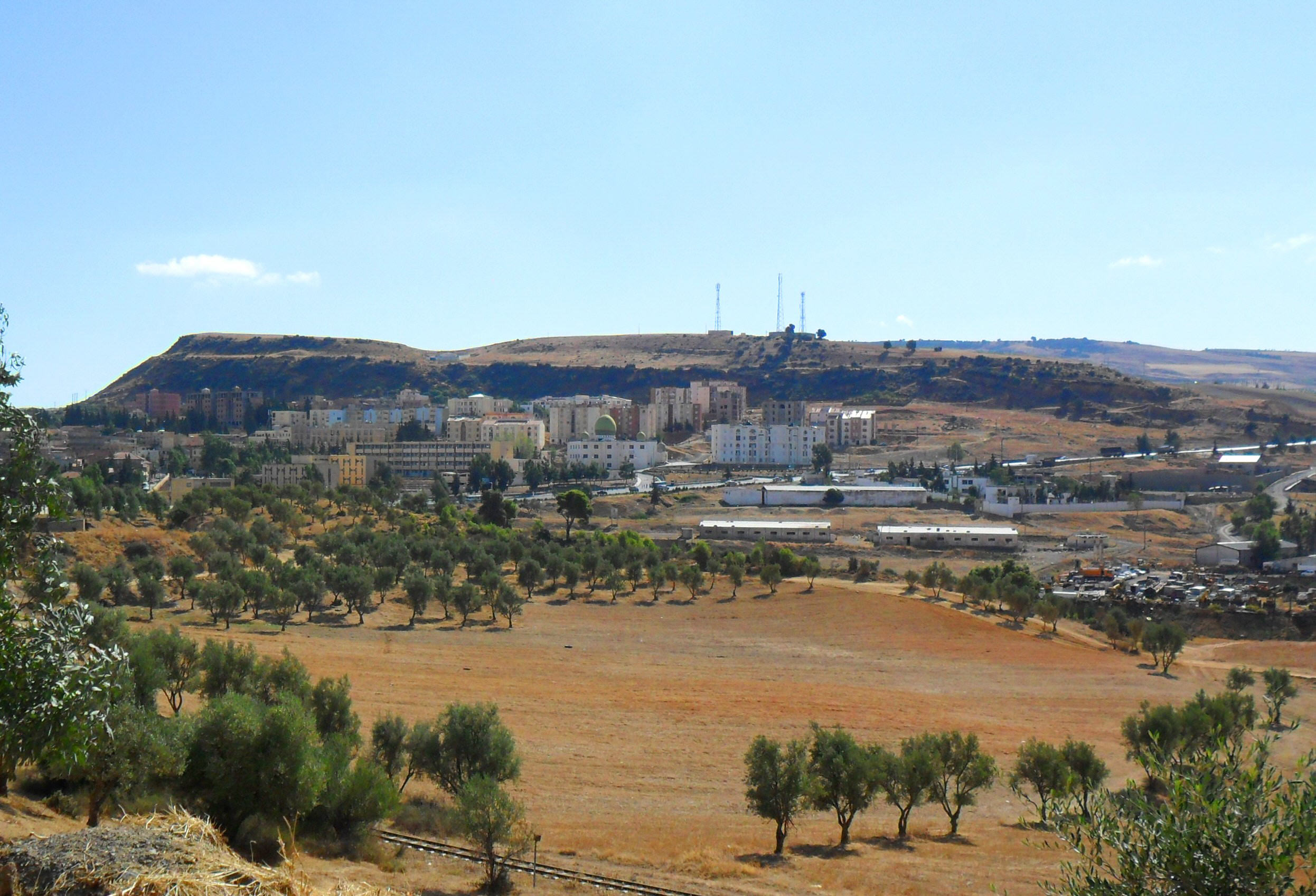
烏宰拉

烏宰拉（阿拉伯语：‎），是阿爾及利亞的城鎮，位於該國北部，由麥迪亞省負責管轄，是烏宰拉區的首府，面積101平方公里，海拔高度1,005米，2008年人口12,650，人口密度每平方公里125人。